# Буревісник тонкодзьобий
Буревісник тонкодзьобий (Puffinus tenuirostris) — морський птах середнього розміру роду буревісник (Puffinus). Це найпоширеніший вид морських птахів в австралійських водах та один з небагатьох австралійських видів птахів, що виловлюється в промислових масштабах. Це мігруючий вид, що гніздиться на невеликих острівцях Бассової протоки і біля Тасманії та узимку мігрує до північної півкулі.

## Галерея

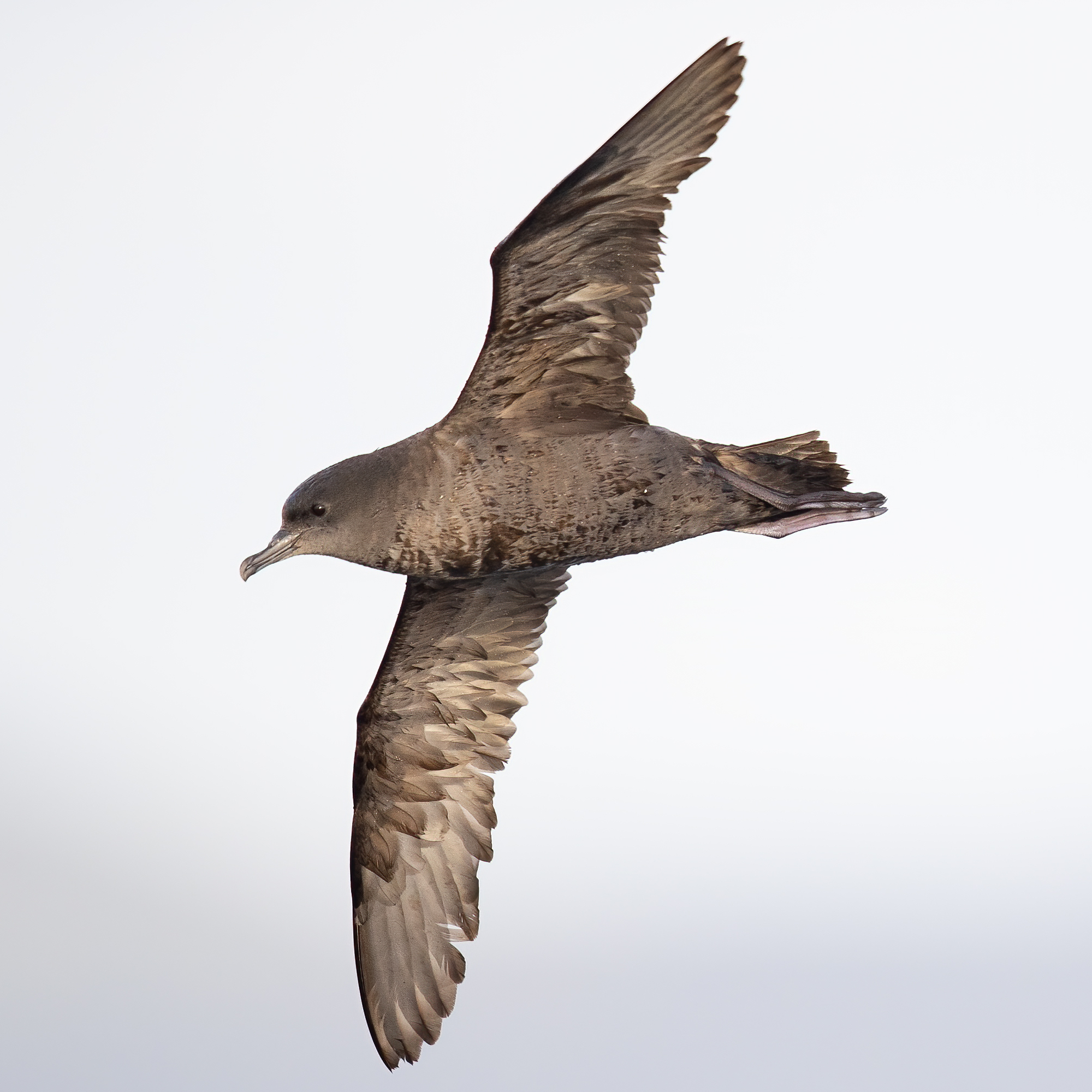
У польоті
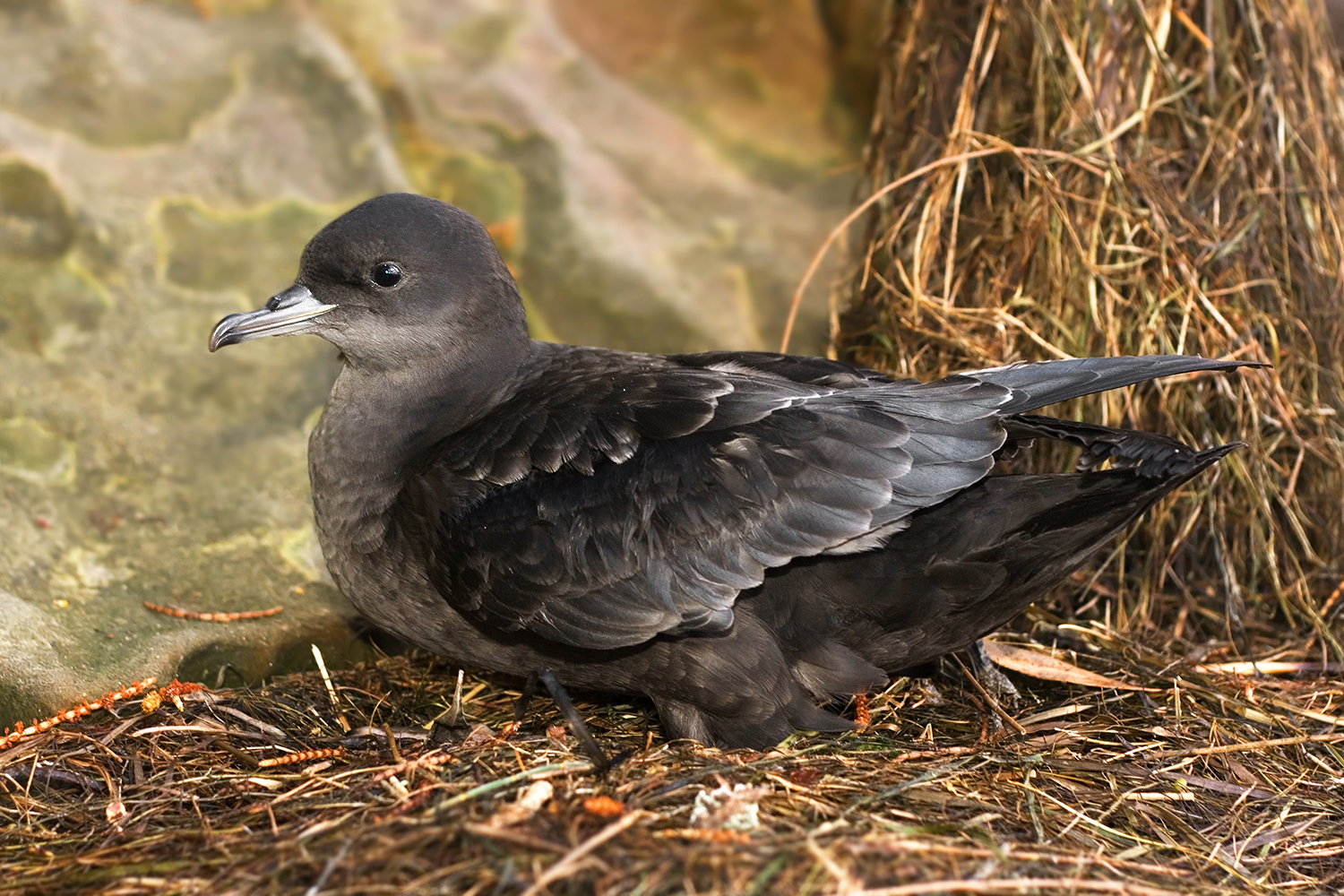
Зльоток
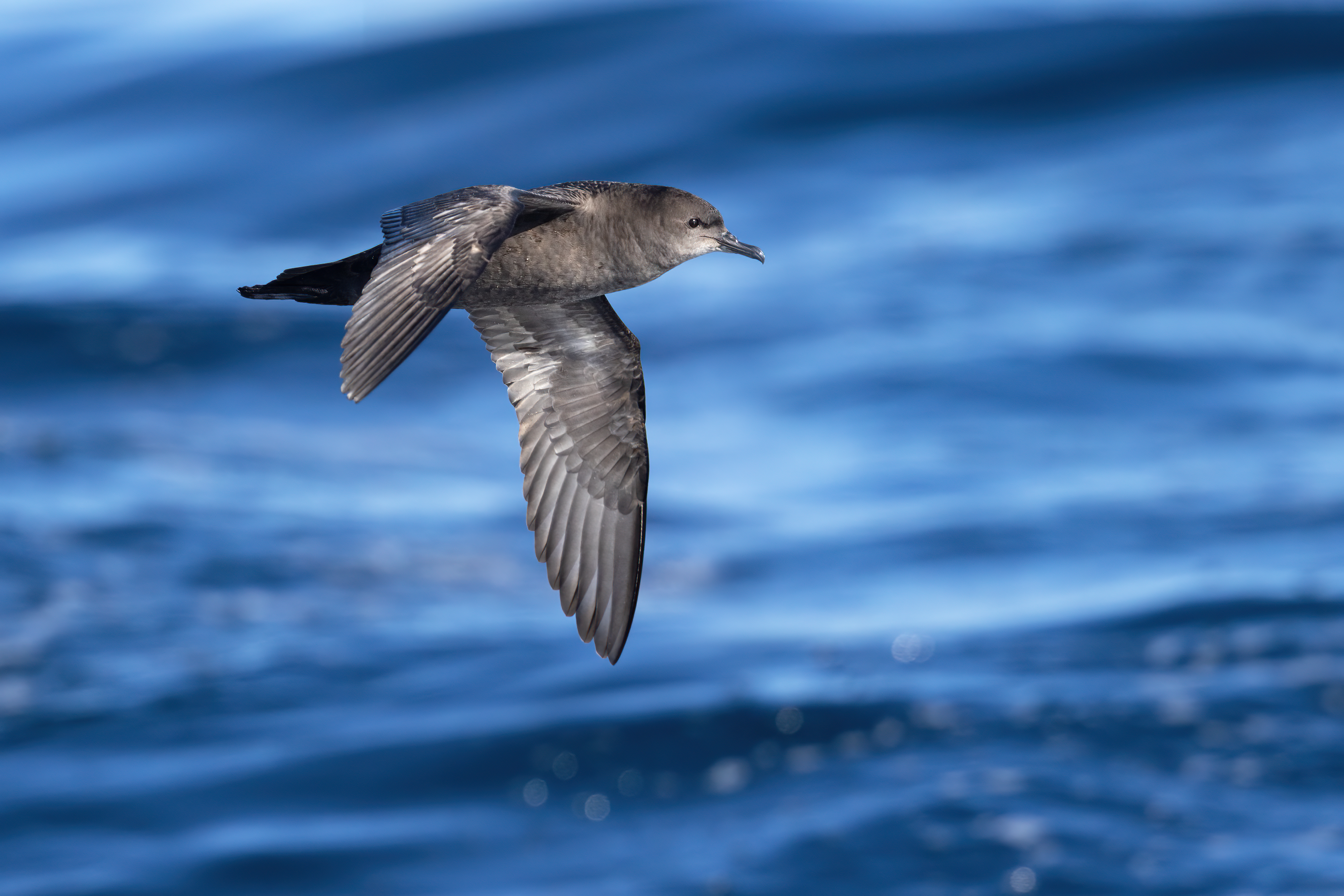